# Gerhard Rohlfs (filólogo)

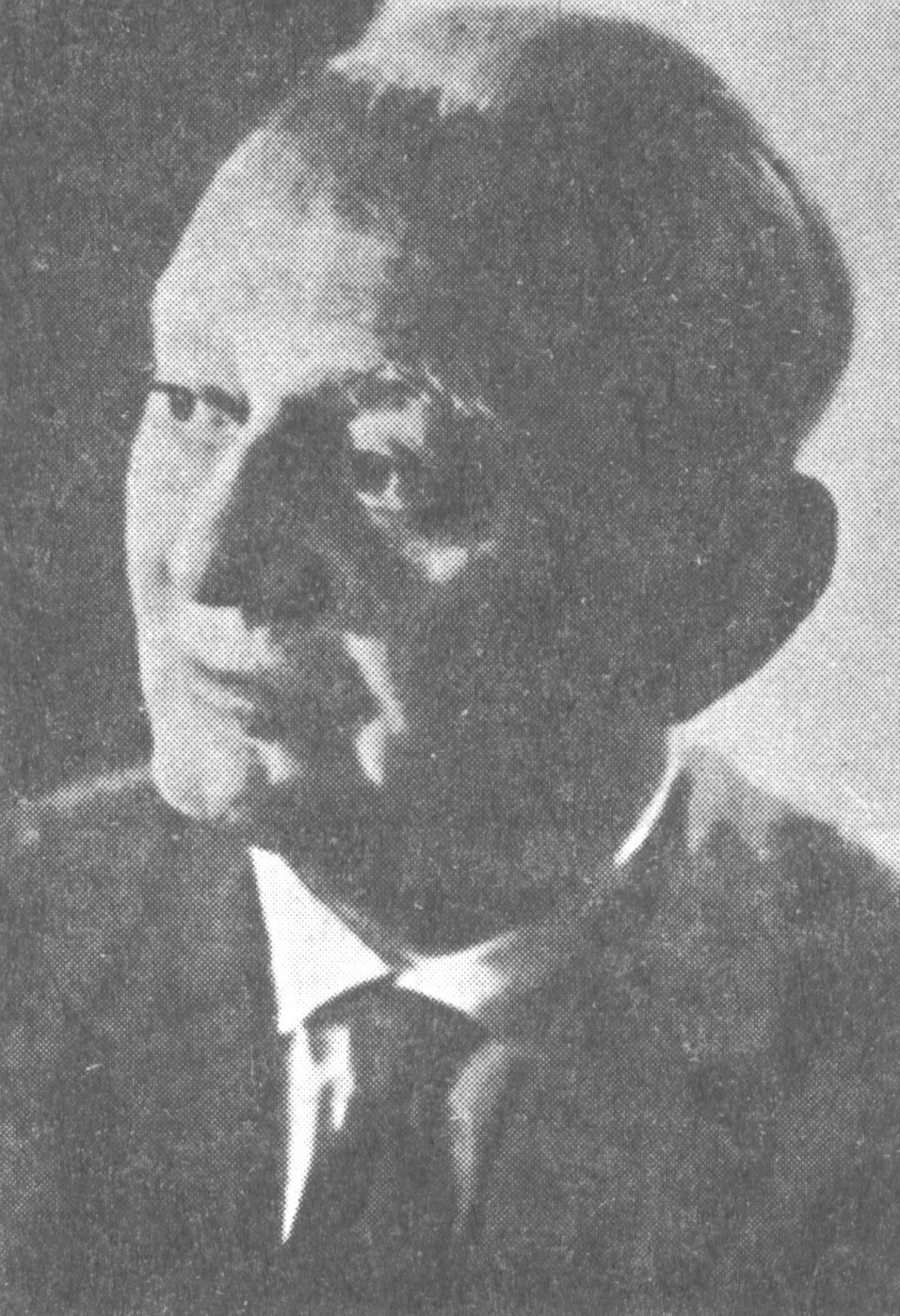
Retrato de Gerhard Rohlfs.

Gerhard Rohlfs (Berlín-Lichterfelde, 14 de julio de 1892 - Tubinga, 12 de septiembre de 1986), lingüista, filólogo y romanista alemán. 

## Biografía
Fue profesor en las universidades de Tubinga y Múnich. Su especialidad más destacada fue la geografía lingüística, en la que realizó una inmensa labor de campo. La bibliografía de Rohlfs abarca no menos de cuatrocientos títulos.
Desde 1913, Rohlfs estudió romances en la  Berlín (y  Grenoble) y obtuvo su doctorado (después del servicio militar en el frente occidental) en 1920 con Heinrich Morf con la tesis titulada Ager, Area, Atrium. Eine Studie zur romanischen Wortgeschichte (Borna-Leipzig 1920).  También aprobó los exámenes estatales de francés, latín e italiano. Después de una estancia de investigación de seis meses en Calabria, completó su habilitación en 1922 con Eduard Wechssler con una investigación sobre Das romanische habeo-Futurum und Konditionalis y se convirtió en un funcionario conferencista privado en la Friedrich-Wilhelms-Universität zu Berlin, en 1926 profesor titular en Tubinga, en 1938 siguió una llamada a la cátedra de Filología Románica en Múnich como sucesor del jubilado forzoso Karl Vossler. Después de jubilarse en 1957, regresó a Tubinga, donde fue nombrado profesor honorario en 1958.

## Selección de obras
Se dedicó al estudio e investigación de las lenguas romances, principalmente la lengua italiana, además del romanche, castellano, aragonés, gascón y francés antiguo.
- Le Gascon. Etudes de Philologie Pyrénénne, Halle (Saale), Max Niemeyer Verlag, 1935.[2][3]

- Romanische Sprachgeographie: Geschichte und Grundlagen, Aspekte und Probleme mit dem Versuch eines Sprachatlas der romanischen Sprachen. C. H. Beck, München 1971.
- Gramática histórica de la lengua italiana y de sus dialectos, 3 Bände, Francke, Bern 1949–1954; Neubearb. unter dem Titel Grammatica storica della lingua italiana e dei suoi dialetti, 3 Bde., Einaudi, Turin 1966–1969 und mehrere Nachdrucke.
- Rätoromanisch. Die Sonderstellung des Rätoromanischen zwischen Italienisch und Französisch; eine kulturgeschichtliche und linguistische Einführung. C. H. Beck, München 1975, ISBN 3-406-05730-6.
- Sermo vulgaris Latinus. Vulgärlateinisches Lesebuch. Niemeyer, Tübingen 1951 (Sammlung kurzer Lehrbücher der romanischen Sprachen und Literaturen; Band 13).
- Lexicon graecanicum Italiae inferioris. 2., erw. u. völlig neubearb. Aufl. Niemeyer, Tübingen 1964 (1. Aufl. u.d.T.: Etymologisches Wörterbuch der unteritalienischen Gräzität).
- Nuovo dizionario dialettale della Calabria. Con repertorio italo-calabro. Nuova ed. interamente rielab., ampl. ed aggiornata, 3. rist. Longo Ravenna 1982.
- Soprannomi siciliani. Palermo 1984 (Centro di Studi Filologici e Linguistici Siciliani. Lessici siciliani; Band 2).
- La Calabria contadina - Scavo linguistico e fotografie del primo Novecento, a cura di/Hrsg. Antonio Panzarella, Edizioni Scientifiche Calabresi, Rende 2006, ISBN 88-89464-10-0 (Bildband mit Fotos, die Rohlfs aufgenommenen und sprachwissenschaftlich kommentiert hat).
- Primitive Kuppelbauten in Europa. BAdW. Beck'sche Verlagsbuchhandlung München 1957 (it. Ausg. Primitive costruzioni a cupola in Europa, Firenze 1963)

## Reconocimientos
- Rohlfs fue doctor honorario de las universidades Atenas (1937), Palermo, Turín,  Lecce y  Cosenza.
- La Universidad de Pisa le otorgó el "Premio Forte dei Marmi" en 1964.
- Fue miembro de la Academia de Ciencias de Baviera, la Academia de Ciencias de Suecia, la Academia de Ciencias de Grecia, la Academia de Ciencias de Atenas, la Accademia della Crusca en Florencia y desde 1972 la Accademia Nazionale dei Lincei en Roma.
- También fue miembro honorario del "Istituto Siciliano di Studi Bizantini e Neoellenici" en  Palermo.
- El 18 de diciembre de 2008, una escuela secundaria recibió su nombre en Santa Severina (provincia de Crotone), que Rohlfs había visitado varias veces.
- Los estudiantes y amigos de Rohlfs le dedicaron siete Festschrift desde 1952 hasta 1986.